# Brunhilde Pomselová
Brunhilde Pomselová, nepřechýleně Brunhilde Pomsel (11. ledna 1911 Berlín – 27. ledna 2017 Schwabing) patřila mezi německé osoby, které dožily sta let, a zároveň byla osobní sekretářkou Josepha Goebbelse. Pracovala pro Goebbelse od roku 1942 a byla jedním z posledních přežívajících pamětníků nacistického mocenského aparátu. Později se stala hlasatelkou.